# Срећко Лисинац
Срећко Лисинац (рођен 17. маја 1992. у Краљеву, одрастао у Вранешима, општина Врњачка Бања) професионални је српски одбојкаш и члан репрезентације Србије. Игра на позицији средњег блокера.

## Клупска каријера
Одбојку је почео да тренира са 16 година у клубу ОК Грачац у истоименом месту у општини Врњачка Бања.
Већ наредне сезоне постаје члан краљевачке Рибнице, и ту се афирмише као професионалац. 
Године 2012. потписује четворогодишњи уговор са пољском екипом Белхатов, али је због пољских правила да на терену мора бити најмање три играча са пољским држављанством био позајмљен клубу AZS_Częstochowa. 
Сезону 2012—2013. је провео у наведеном клубу.
У 2013. прелази, такође као позајмљени играч, у берлински клуб Berlin Recycling Volleys. Са овим клубом учествује у одбојкашкој лиги шампиона у сезони 2013—2014. са којом долази до доигравања овог такмичења, где је берлинска екипа елиминисана од екипе Зенита из Казања. Такође, клуб Berlin Recycling Volleys је у наведеној сезони освојио титулу првака Немачке. Лисинац је током целе сезоне 2013—2014. био стандардан на позицији средњег блокера.
У сезони 2013—2014. се враћа у матични клуб, Белхатов.

### Клупски трофеји
Године 2013,2014 сезона — шампион Немачке — клуб Berlin Recycling Volleys

## Репрезентативна каријера

### Јуниорска репрезентација
За јуниорску репрезентацију Србије дебитовао је 2010. године на Европском првенству за јуниоре које је одиграно у Белорусији.
Репрезентација Србије је на овом такмичењу освојила бронзану медаљу.
Исте године је са јуниорском репрезентацијом учествовао на Светском првенству за јуниоре у Бразилу на којем су млади одбојкаши поново освојили бронзану медаљу.

### Сениорска репрезентација
За сениорску репрезентацију је дебитовао у утакмицама Светске лиге за 2012. годину. Репрезентација Србије је у овом циклусу Светске лиге заузела 9. место.
На Европском првенству 2013. у Пољској и Данској је са репрезентацијом Србије освојио треће место. Проглашен је најбољим средњим блокером шампионата.
На Светском првенству за млађе сениоре у Уберландији у октобру 2013. године освојио је сребрну медаљу. Са репрезентацијом је освојио златну медаљу у Паризу на Европском првенству 2019. године победом у финалу против Словеније са 3:1.

## Награде
- Најбоља одбојкаш Србије 2022.[3]